# خطای میانگین درصدی مطلق
خطای میانگین درصدی مطلق (MAPE) که به عنوان میانگین درصد انحراف مطلق (MAPD) نیز شناخته می شود، معیاری برای ارزیابی دقت یک روش پیش‌بینی در علم آمار است. معمولاً آن را به عنوان یک نسبت تعریف شده توسط فرمول بیان می کند:
{\displaystyle {\mbox{MAPE}}=100{\frac {1}{n}}\sum _{t=1}^{n}\left|{\frac {A_{t}-F_{t}}{A_{t}}}\right|}
در این فرمول، At مقدار واقعی و Ft ارزش پیش‌بینی شده است. تفاوت مقدار آنها به مقدار واقعی تقسیم می شود. سپس قدر مطلق این نسبت برای هر مقدار پیش‌بینی شده در زمان خلاصه شده و بر اساس تعداد پیش‌بینی تقسیم بر n می شود.